# Labangan
Labangan est une localité de la province du Zamboanga du Sud, aux Philippines. En 2015, elle compte 41 790 habitants.